# Zărnești
Zărnești, mai demult Zernești, Zârnești (în dialectul săsesc Särnescht, în germană Zernescht, Zernen, în maghiară Zernest, Zernyest) este un oraș în județul Brașov, Transilvania, România, format din localitățile componente Tohanu Nou și Zărnești (reședința).
Conform recensământului din anul 2021, orașul înregistra o populație de 21.624 de locuitori.Este situat la poalele masivului Piatra Craiului și este străbătut de râul Bârsa. Orașul aparține de Zona metropolitană Brașov.

## Geografie
Orașul Zărnești este situat în partea de sud-vest a județului Brașov, în regiunea istorică Țara Bârsei, la contactul dintre Depresiunea Brașovului și masivul calcaros Piatra Craiului. Altitudinea medie este de aproximativ 722 m față de nivelul mării, iar relieful variază de la zone de câmpie joasă și coline până la forme montane înalte, caracteristice Carpaților Meridionali.
Localitatea este traversată de râul Bârsa, afluent al Oltului, precum și de mai multe pâraie montane, precum Turcu și Ghimbășel. Poziția sa geografică oferă acces direct la zona protejată a Parcului Național Piatra Craiului, ceea ce conferă orașului o importanță ecologică și turistică deosebită.
Zărneștiul se învecinează la nord cu orașul Codlea, la est cu municipiul Brașov (prin Cristian și Râșnov), la sud cu Munții Bucegi și Piatra Craiului și la vest cu localitatea Măgura (comuna Moieciu) din județul Brașov.
Zona se caracterizează printr-un climat continental moderat, specific depresiunilor montane, cu ierni reci și veri blânde, aspect detaliat în secțiunea dedicată climatului.

## Climat
Zărnești are un climat continental umed cu veri calde (Dfb în clasificarea climatică Köppen). Climatul este caracterizat de ierni reci și veri blânde spre calde, cu precipitații moderate distribuite relativ uniform de-a lungul anului.
| Date climatice pentru Zărnești                                           | Date climatice pentru Zărnești | Date climatice pentru Zărnești | Date climatice pentru Zărnești | Date climatice pentru Zărnești | Date climatice pentru Zărnești | Date climatice pentru Zărnești | Date climatice pentru Zărnești | Date climatice pentru Zărnești | Date climatice pentru Zărnești | Date climatice pentru Zărnești | Date climatice pentru Zărnești | Date climatice pentru Zărnești | Date climatice pentru Zărnești |
| Luna                                                                     | Ian                            | Feb                            | Mar                            | Apr                            | Mai                            | Iun                            | Iul                            | Aug                            | Sep                            | Oct                            | Nov                            | Dec                            | Anual                          |
| ------------------------------------------------------------------------ | ------------------------------ | ------------------------------ | ------------------------------ | ------------------------------ | ------------------------------ | ------------------------------ | ------------------------------ | ------------------------------ | ------------------------------ | ------------------------------ | ------------------------------ | ------------------------------ | ------------------------------ |
| Maxima medie °C (°F)                                                     | −0.2 (31,6)                    | 1.7 (35,1)                     | 6.1 (43)                       | 12.2 (54)                      | 17 (63)                        | 20.2 (68,4)                    | 22.1 (71,8)                    | 22.4 (72,3)                    | 17.5 (63,5)                    | 12.4 (54,3)                    | 7.3 (45,1)                     | 1.4 (34,5)                     | 11,68 (53,02)                  |
| Media zilnică °C (°F)                                                    | −4.2 (24,4)                    | −2.6 (27,3)                    | 1.6 (34,9)                     | 7.4 (45,3)                     | 12.6 (54,7)                    | 16.2 (61,2)                    | 18 (64)                        | 18 (64)                        | 13.2 (55,8)                    | 7.9 (46,2)                     | 3.2 (37,8)                     | −2.3 (27,9)                    | 7,42 (45,36)                   |
| Minima medie °C (°F)                                                     | −8 (18)                        | −6.7 (19,9)                    | −2.9 (26,8)                    | 2.3 (36,1)                     | 7.6 (45,7)                     | 11.6 (52,9)                    | 13.4 (56,1)                    | 13.5 (56,3)                    | 9.1 (48,4)                     | 3.9 (39)                       | −0.2 (31,6)                    | −5.7 (21,7)                    | 3,2 (37,8)                     |
| Precipitații mm (inches)                                                 | 45 (1.77)                      | 45 (1.77)                      | 62 (2.44)                      | 94 (3.7)                       | 135 (5.31)                     | 139 (5.47)                     | 137 (5.39)                     | 118 (4.65)                     | 78 (3.07)                      | 60 (2.36)                      | 53 (2.09)                      | 52 (2.05)                      | 1.018 (40,08)                  |
| Sursă: https://en.climate-data.org/europe/romania/brasov/zarnesti-15498/ |                                |                                |                                |                                |                                |                                |                                |                                |                                |                                |                                |                                |                                |

Temperatura medie anuală în Zărnești este de aproximativ 7,6 °C, iar precipitațiile medii anuale sunt cuprinse între 1.000 și 1.200 mm, cu un maxim înregistrat în lunile mai, iunie și iulie. Lunile de vară sunt blânde, cu temperaturi medii lunare între 18 și 22 °C, în timp ce iernile sunt reci, cu medii sub 0 °C și minime ce pot coborî frecvent sub –10 °C. Climatul este specific zonelor submontane, iar distribuția precipitațiilor este relativ uniformă de-a lungul anului.

## Istorie
Teritoriul actual al orașului Zărnești a fost locuit încă din epoca bronzului, conform descoperirilor arheologice documentate în Repertoriul Arheologic Național. În zonă au fost identificate unelte din bronz, semnalând activitate umană încă din mileniul al II-lea î.Hr.
Conform unor surse, în perioada romană ar fi fost descoperite în zonă monede, pietre funerare și cărămizi purtând ștampila Legiunii a XIII-a Gemina, ceea ce sugerează o posibilă prezență romană în regiune.
În secolul al XV-lea, în contextul invaziilor otomane, localitățile Zărnești și Tohan au fost incendiate în anul 1421. Locuitorii s-au refugiat în zonele montane din apropiere, inclusiv la Schitul rupestru de la Colțul Chiliilor, situat pe versantul nordic al Masivului Piatra Craiului.

Zărnești în Harta Iosefină a Transilvaniei, 1769-1773

Tohanul Vechi, astăzi parte al orașului, este atestat documentar în anul 1294, sub forma „Tuhan”, fiind una dintre cele mai vechi așezări din Țara Bârsei. Într-un document din 1731 este consemnată existența unei școli românești în localitate, iar Tohanul Nou este atestat pentru prima dată în anul 1769.
Prima atestare documentară certă a localității Zărnești datează din anul 1373, sub denumirea de „Zârna”. În 1395, apare ca „possessio regalis Zerne”, iar ulterior sunt menționate denumiri precum „Zerna”, „Villa Czerne” și „Zernyest”.
Un eveniment militar important a avut loc la 11 august 1690, când, în cadrul Războiului Marelui Turc, a avut loc Bătălia de la Zărnești. Forțele otomane, sprijinite de domnitorul Constantin Brâncoveanu și conduse de Imre Thököly, au învins trupele habsburgice, deschizându-i acestuia calea spre proclamarea sa ca principe al Transilvaniei.
Cea mai veche biserică a orașului, Biserica Sfântul Nicolae din Zărnești, a fost ridicată în anul 1515, potrivit tradiției, de către domnitorul Neagoe Basarab. A fost restaurată în secolul al XVII-lea și în anul 1810. În timpul Bătăliei din 1690, a fost una dintre puținele construcții care au supraviețuit incendiului declanșat de trupele tătare.
Structura urbană a orașului, în forma sa actuală, s-a consolidat în secolul al XVIII-lea, iar centrul istoric este clasificat ca zonă cu valoare patrimonială.
Procesul de industrializare a început în a doua jumătate a secolului al XIX-lea, prin înființarea unei fabrici de hârtie în 1852 (ulterior denumită „Celuloza”). În anul 1936 a fost înființată fabrica de armament „6 Martie”.
În anul 1951, Zărnești a fost declarat oraș, incluzând localitatea Tohanul Vechi, iar în 1968 în componența sa a intrat și Tohanul Nou.
În anul 2011, în centrul orașului a fost inaugurat Monumentul Eroilor, dedicat celor căzuți în Războiul de Independență, în Primul Război Mondial și în cel de-al Doilea Război Mondial.

## Demografie
Componența etnică a orașului Zărnești
     Români (80,41%)
     Romi (2,06%)
     Alte etnii (0,88%)
     Necunoscută (16,65%)
Componența confesională a orașului Zărnești
     Ortodocși (78,45%)
     Romano-catolici (1,23%)
     Penticostali (1,06%)
     Alte religii (1,48%)
     Necunoscută (17,78%)
Conform recensământului efectuat în 2021, populația orașului Zărnești se ridică la 21.624 de locuitori, în scădere față de recensământul anterior din 2011, când fuseseră înregistrați 23.476 de locuitori. Majoritatea locuitorilor sunt români (80,41%), cu o minoritate de romi (2,06%), iar pentru 16,65% nu se cunoaște apartenența etnică. Din punct de vedere confesional, majoritatea locuitorilor sunt ortodocși (78,45%), cu minorități de romano-catolici (1,23%) și penticostali (1,06%), iar pentru 17,78% nu se cunoaște apartenența confesională.

## Politică și administrație
Orașul Zărnești este administrat de un primar și un consiliu local compus din 19 consilieri. Primarul, Alexandru-Lucian Igrișan[*], de la Partidul Social Democrat, este în funcție din 2016. Începând cu alegerile locale din 2024, consiliul local are următoarea componență pe partide politice:
|  | Partid                          | Consilieri | Componența Consiliului | Componența Consiliului | Componența Consiliului | Componența Consiliului | Componența Consiliului | Componența Consiliului | Componența Consiliului | Componența Consiliului | Componența Consiliului | Componența Consiliului | Componența Consiliului |
|  | ------------------------------- | ---------- | ---------------------- | ---------------------- | ---------------------- | ---------------------- | ---------------------- | ---------------------- | ---------------------- | ---------------------- | ---------------------- | ---------------------- | ---------------------- |
|  | Partidul Social Democrat        | 11         |                        |                        |                        |                        |                        |                        |                        |                        |                        |                        |                        |
|  | Partidul Național Liberal       | 5          |                        |                        |                        |                        |                        |                        |                        |                        |                        |                        |                        |
|  | Alianța pentru Unirea Românilor | 2          |                        |                        |                        |                        |                        |                        |                        |                        |                        |                        |                        |
|  | Strîmbeanu Radu-Costinel        | 1          |                        |                        |                        |                        |                        |                        |                        |                        |                        |                        |                        |

## Industrie
Orașul Zărnești are o tradiție industrială solidă, începută în secolul al XIX-lea și consolidată în perioada interbelică și comunistă.

Cea mai veche unitate industrială este fabrica de hârtie, fondată în anul 1852. Inițial destinată producerii de hârtie manuală, fabrica s-a dezvoltat sub denumirea „Celuloza” în perioada comunistă și a devenit unul dintre principalii producători de hârtie din România. După 1990, a fost preluată de compania Ecopaper, iar în 2018 a fost achiziționată de grupul britanic DS Smith. 

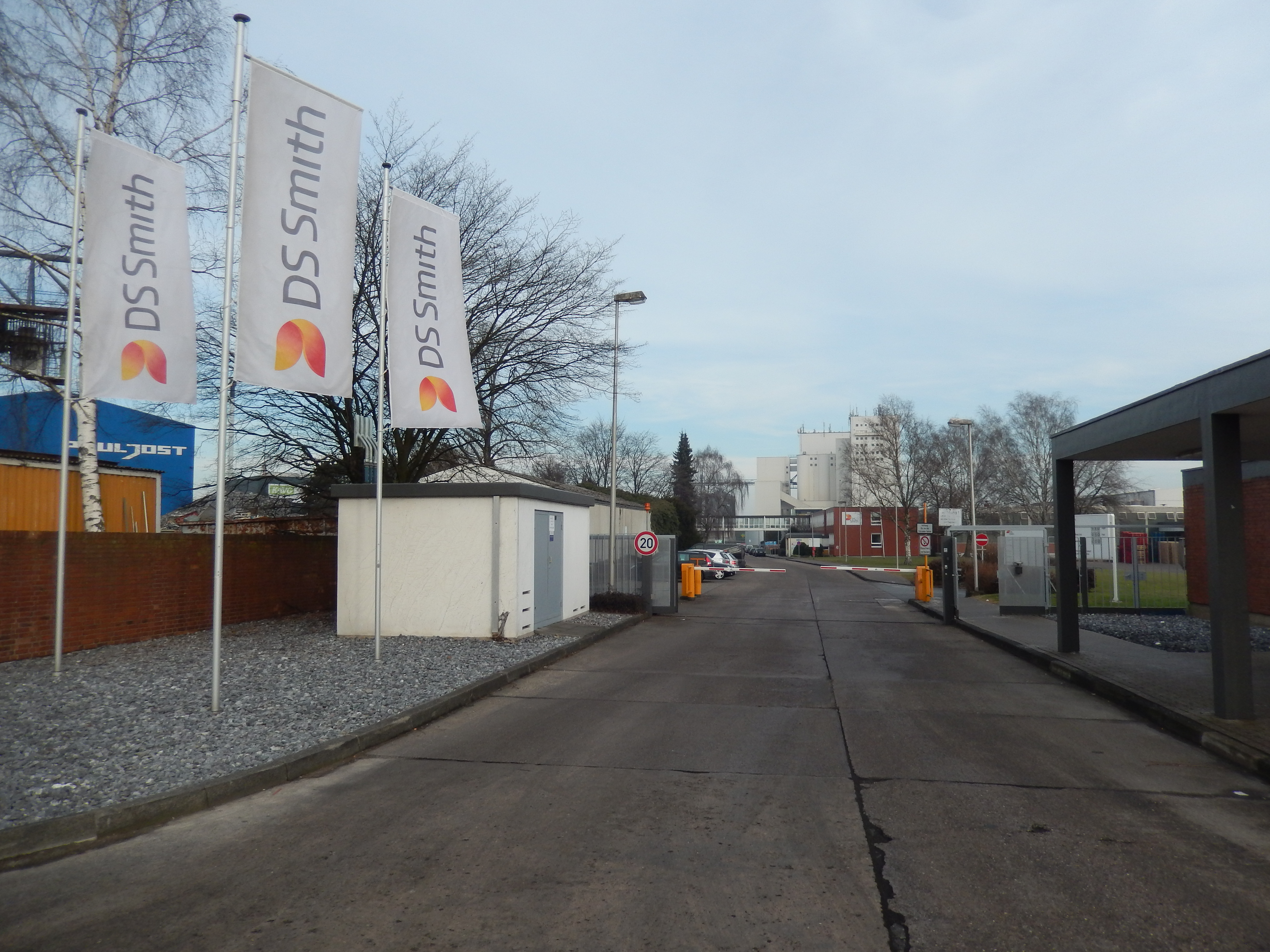
Compania britanică DS Smith

Fabrica este, în prezent, cea mai mare unitate de producție de hârtie pentru ambalaje din țară, acoperind circa 50% din necesarul național. În 2023, DS Smith a inaugurat o nouă stație de epurare a apelor industriale, iar în 2025 a fost achiziționată de compania americană International Paper.
O altă unitate industrială de referință este Uzina Mecanică Tohan, înființată în anul 1936, în contextul programului de înzestrare a armatei române din perioada interbelică. În timpul regimului comunist, uzina a fost cunoscută sub numele „6 Martie” și a devenit unul dintre cele mai mari centre de producție de armament din România. După 1990, unitatea a fost reorganizată și și-a diversificat producția, incluzând și produse civile precum biciclete sau piese mecanice.
Parcul industrial Zărnești a fost înființat în 2003, printr-un parteneriat între Brem Company S.A. (deținătoare a 80% din acțiuni), Romarm și Consiliul Local Zărnești. Parcul se întinde pe o suprafață de 36 de hectare și oferă spații industriale, comerciale și birouri, fiind dotat cu toate utilitățile necesare, inclusiv rețele proprii de energie electrică, apă și canalizare.
Brem Company S.A., fondată în 2003, este administratorul Parcului Industrial Zărnești și are ca obiect principal de activitate lucrările de construcții a clădirilor rezidențiale și nerezidențiale. Compania oferă spre închiriere și vânzare spații industriale, comerciale și birouri, contribuind la dezvoltarea economică a orașului.

## Turism și agrement

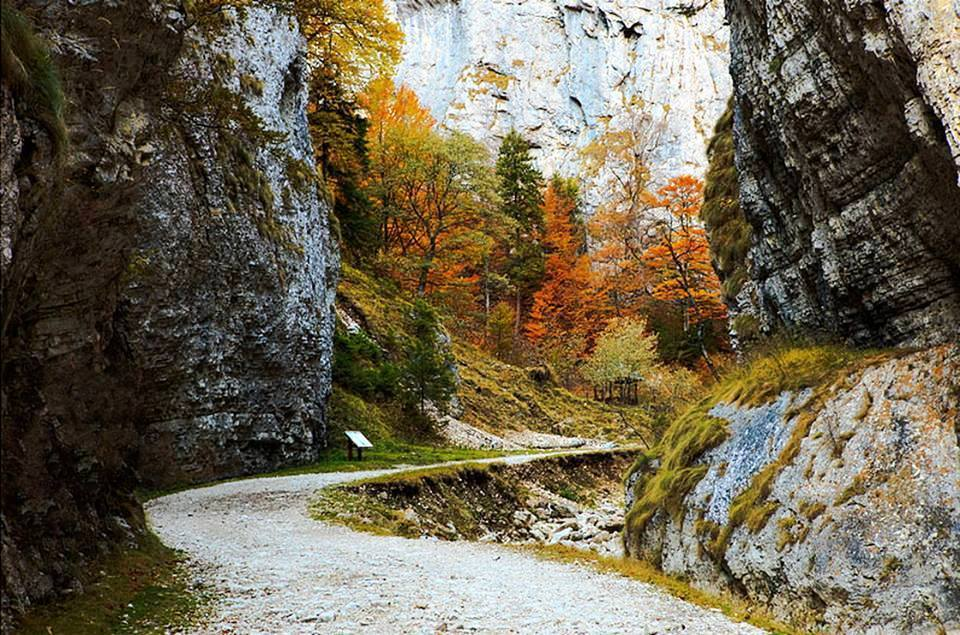
Prăpăstiile Zărneștiului văzute în luna octombrie.

Zărnești este una dintre destinațiile ecoturistice ale României, reprezentând principalul punct de acces către Parcul Național Piatra Craiului. Orașul oferă oportunități pentru activități precum drumeții montane, alpinism, observarea faunei sălbatice și vizitarea unor obiective naturale și conservate de interes național și internațional.
Parcul Național Piatra Craiului are o suprafață de 14.766 hectare, situată pe teritoriile județelor Brașov și Argeș. Creasta sa calcaroasă se întinde pe aproximativ 25 km și atinge altitudinea maximă în Vârful La Om (2.238 m), fiind considerată cea mai lungă și mai înaltă creastă calcaroasă din România.
Parcul adăpostește peste 1.190 de specii de plante superioare, reprezentând mai mult de o treime din flora țării. Printre acestea se află 181 de specii protejate și specii endemice, cum este garofița Pietrei Craiului (Dianthus callizonus). Fauna este de asemenea diversă, fiind identificate 270 de specii de fluturi, 110 de specii de păsări și 17 specii de lilieci.

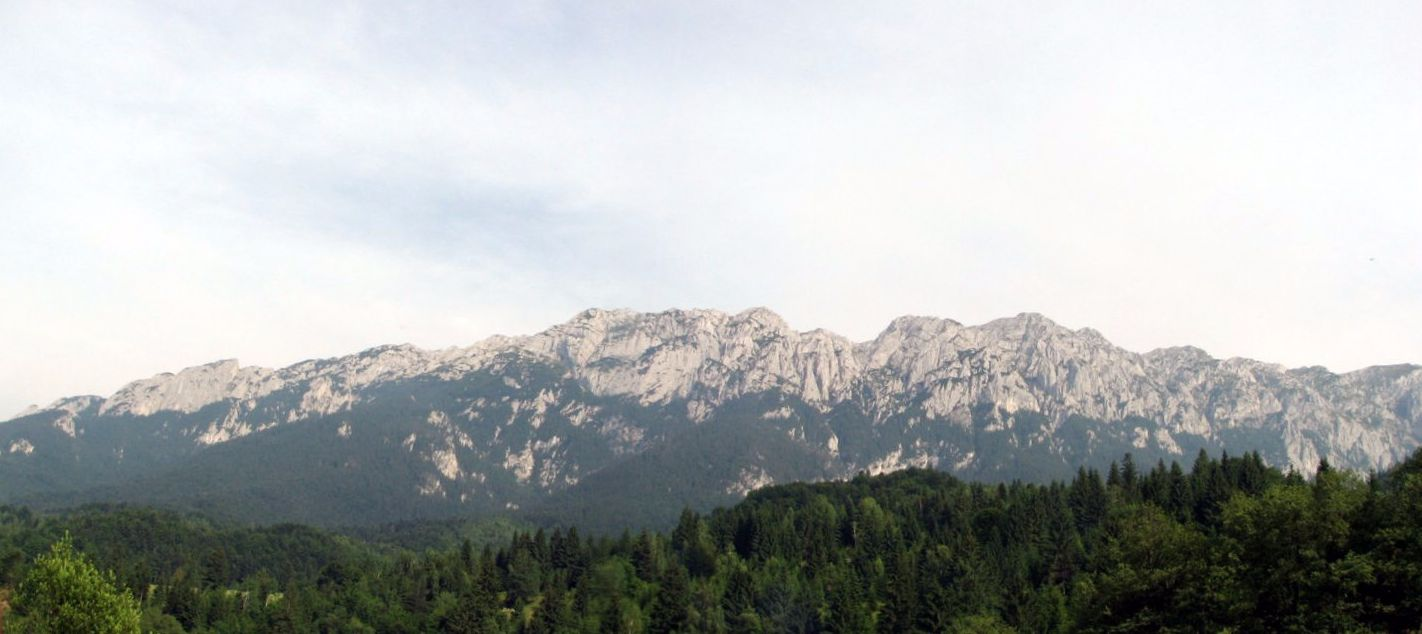
Panorama a munților Piatra Craiului

În interiorul parcului sunt amenajate 42 de trasee de drumeție și 11 trasee pentru cicloturism, cu grade de dificultate variate. Accesul se face în baza unui bilet de intrare sau abonament, care include și accesul la Centrul de vizitare al Parcului Național Piatra Craiului.
Sanctuarul de urși Libearty, situat la marginea orașului Zărnești, este cel mai mare sanctuar de urși bruni din Europa. Acesta se întinde pe o suprafață de 69 de hectare și adăpostește peste 100 de urși salvați din captivitate sau condiții improprii. Vizitarea sanctuarului se face exclusiv în tururi ghidate, disponibile de marți până duminică, cu interdicție pentru copiii sub 5 ani.
Centrul de vizitare al Parcului Național Piatra Craiului este situat la aproximativ 1,5 km de Zărnești, pe drumul spre Plaiul Foii. Inaugurat în anul 2016, acesta funcționează ca un muzeu interactiv, prezentând informații despre geologia, flora și fauna masivului. Expozițiile includ machete 3D, ecrane tactile, diorame și panouri educaționale.
Zona Zărnești–Piatra Craiului a fost certificată ca destinație ecoturistică, alături de alte regiuni din România, datorită valorii sale naturale ridicate și implicării în dezvoltarea turismului sustenabil.

## Cultură și evenimente
Zărneștiul găzduiește anual o serie de evenimente culturale și tradiționale, ce reflectă identitatea locală și valorile comunității.
Cel mai important festival local este „Zilele Orașului Zărnești – Festivalul Floare de Colț”, organizat în fiecare vară, care include concerte, spectacole folclorice și expoziții ale meșteșugarilor locali. 
Un alt eveniment important este „Festivalul Național de Folclor Ecoul Pietrei Craiului”, dedicat promovării tradițiilor populare, la care participă ansambluri din întreaga țară. 
Orașul beneficiază și de o Casă de Cultură activă, unde se organizează activități artistice și educative. Printre acestea se numără expoziții, proiecții de film, cursuri de pictură și evenimente literare. În colaborare cu Protopopiatul Bran–Zărnești și școlile locale, au loc concursuri de icoane pe sticlă și ateliere de creație cu tematică religioasă. 

## Sportul în Zărnești

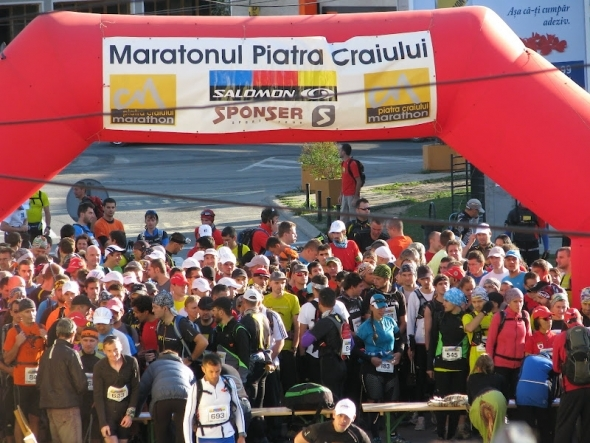
Maraton Piatra Craiului

Poziția geografică a orașului Zărnești, oferă condiții ideale pentru practicarea unei game variate de activități sportive, atât recreative, cât și competitive. Printre cele mai populare se numără drumețiile montane, alpinismul, ciclismul montan, schiul de tură, motocrosul și echitația.
Alpinismul are o tradiție îndelungată în Zărnești, zona Prăpăstiilor și a crestei Pietrei Craiului fiind frecventată de alpiniști din întreaga țară. În perioada comunistă, orașul era un centru activ al acestui sport, prin clubul sportiv „Torpedo Zărnești”, ai cărui membri au obținut rezultate notabile la nivel național. De exemplu, alpinistul Costel Cojanu a început alpinismul de performanță la clubul Torpedo Zărnești în 1981, obținând 12 titluri de campion național și două de campion internațional, primind titlul de maestru internațional al sportului. 
Motocrosul este de asemenea un sport cu tradiție locală, desfășurat inițial în zona Gura Râului și ulterior pe traseul de pe Dealul Breghina (Brebina), reamenajat și utilizat pentru competiții organizate de clubul brașovean Vectra Racing. Circuitul de motocros din zona Breghina a fost construit în anul 1954, fiind funcțional cu o pauză de 8 ani între 1984 și 1992, când a fost mutat la Gura Râului. Din 1992, circuitul a fost repus în funcțiune de către Vectra Zărnești, iar în 1996, aici a avut loc prima etapă de campionat motocros european din România. 
Echitația a cunoscut o dezvoltare în ultimele decenii, fiind disponibilă turiștilor în mai multe centre din zona Zărneștiului, în special în direcția Măgura–Peștera. De exemplu, Cabana Popasul Craiului oferă lecții de echitație și plimbări călare, iar Herghelia Haiducilor pune la dispoziție cai pentru plimbări în natură. 

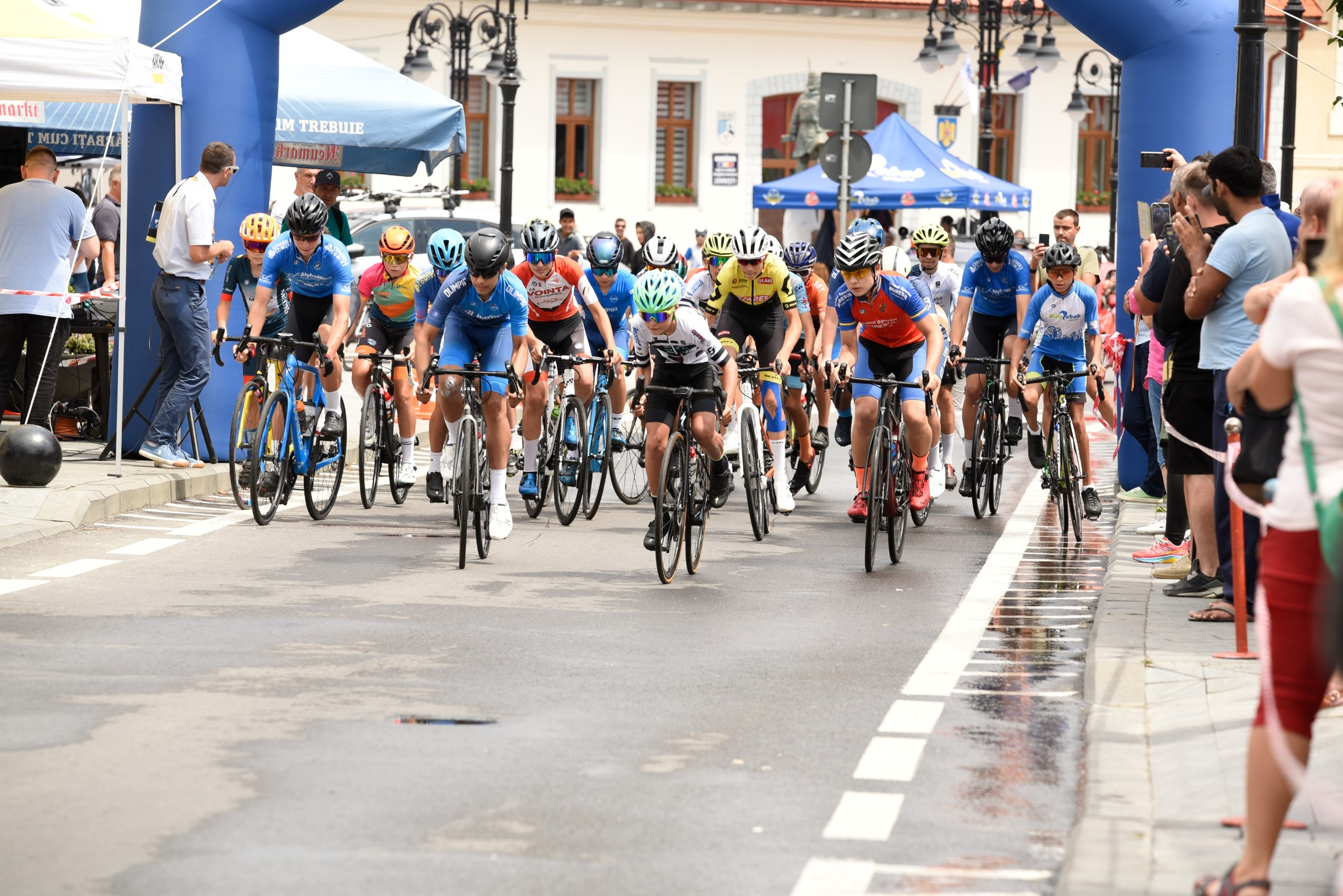
Campionatul Național al României de Șosea pentru Copii

În fiecare an, în luna octombrie, orașul găzduiește Maratonul Piatra Craiului, una dintre cele mai importante competiții de alergare montană din România, la care participă sportivi din țară și din străinătate. Competiția, parte a seriei CarpathianMan®, are o lungime de 41 km și o diferență de nivel de ±2250 m. 
Zărnești Challenge este o competiție anuală de alergare cu obstacole, desfășurată în pădurile din apropierea orașului, în zona traseului de motocros Brebina. Evenimentul include mai multe categorii: Sprint (3,2 km cu peste 30 de obstacole), Super Sprint (8 km cu peste 30 de obstacole), Elite (16 km cu peste 60 de obstacole) și Echipe. Participanții trebuie să aibă vârsta de peste 18 ani și să fie pregătiți pentru un efort fizic susținut. 
Parașutismul este o activitate populară în Zărnești, fiind practicat la Aerodromul Piatra Craiului, situat în zona Tohanul Nou. Salturile cu parașuta se efectuează de la o înălțime de 3000 m, dintr-un avion Cessna 182, și includ o cădere liberă de aproximativ un minut, urmată de zborul planat până la aterizare. Activitatea este disponibilă în fiecare weekend, în funcție de condițiile meteo. 
Ciclismul pe șosea pentru copii este reprezentat de Campionatul Național al României de Șosea pentru Copii, organizat în Zărnești în anii 2021, 2022 și 2024. Competiția include probe de contratimp individual și fond, desfășurate pe distanțe adaptate categoriilor de vârstă între 5 și 14 ani, și atrage participanți din întreaga țară. 

## Monumente
- Biserica Sfântul Nicolae din Zărnești
- Biserica Nașterea Maicii Domnului din Zărnești

## Personalități
- Ioan Bran Lemeny (1811 - 1899), avocat, revoluționar pașoptist din Transilvania, prefect al Legiunii din Țara Bârsei;
- Ioan Mețianu (1828 - 1916), mitropolit al românilor ortodocși din Transilvania și Ungaria;
- Bartolomeu Baiulescu (1831 - 1909) protopop ortodox, istoric și economist;
- Ioan Șenchea (1864-1916), jurist, om politic;
- Traian Moșoiu (1868-1932), ofițer în armata austro-ungară, general în Armata Română, ministru;
- Grete Csaki-Copony (1893-1990), graficiană;
- Tiberiu Spârchez (1899 - 1977), medic, întemeietorul școlii românești de gastroenterologie, membru corespondent (1963) al Academiei Române;
- Alexandru Koppandi (n. 1929), demnitar comunist;
- Hans Adam Schneider (1929 - 2014), chimist, specialist în cinetică chimică și fizico-chimia polimerilor;
- Ion Monea (1940-2011), boxer, laureat olimpic;
- Ion Piso (n. 1928), tenor;
- Ioan Ladea (1935 - 2001), medic, scriitor;
- Ioan Alexandru (n. 1939), jurist, profesor universitar, specialist în domeniul științelor administrative;
- Gheorghe Crăciun (1950–2007), scriitor, profesor de teoria literaturii la Facultatea de Litere a Universității din Brașov;
- Eduard-Michael Grosu (n. 1992), ciclist de performanță.
- Viorel Lis (n. 1944), om politic

## Primarii orașului
- 1996[47] - 2000 - Lupu Gheorghe, de la CDR
- 2000[48] - 2004 - Holosi Francisc, de la APR
- 2004[49] - 2008 - Lupu Gheorghe, de la PD
- 2008 - 2012 - Bârlădeanu Dorel Valeriu, de la PSD[50]
- 2012[51] - 2016 - Bârlădeanu Dorel Valeriu, de la PSD(decedat)
- 2016 - 2020 - Alexandru-Lucian Igrișan, de la PSD
- 2020[52] - 2024 - Igrișan Alexandru-Lucian, de la PSD

## Orașe înfrățite
- Markkleeberg, Germania

## Galerie de imagini

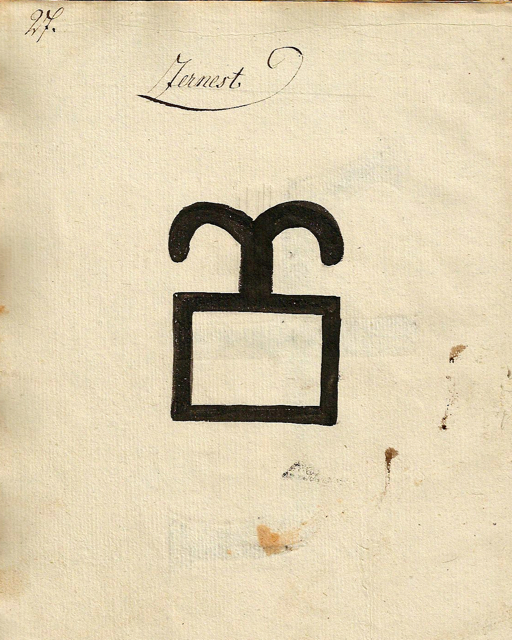
1826 - Danga pentru vitele din Zărnești
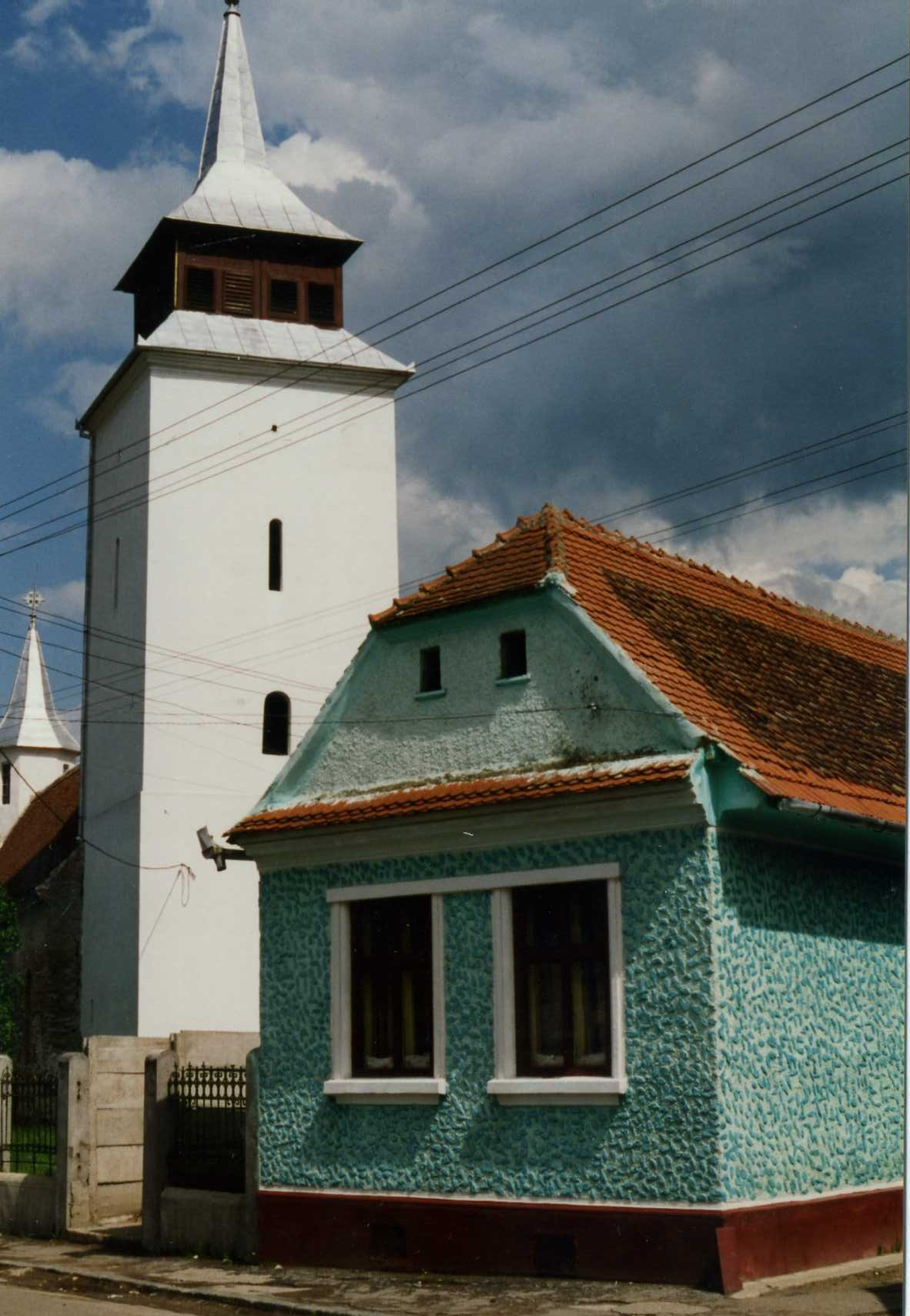
Biserica „Sfântul Nicolae” din Zărnești
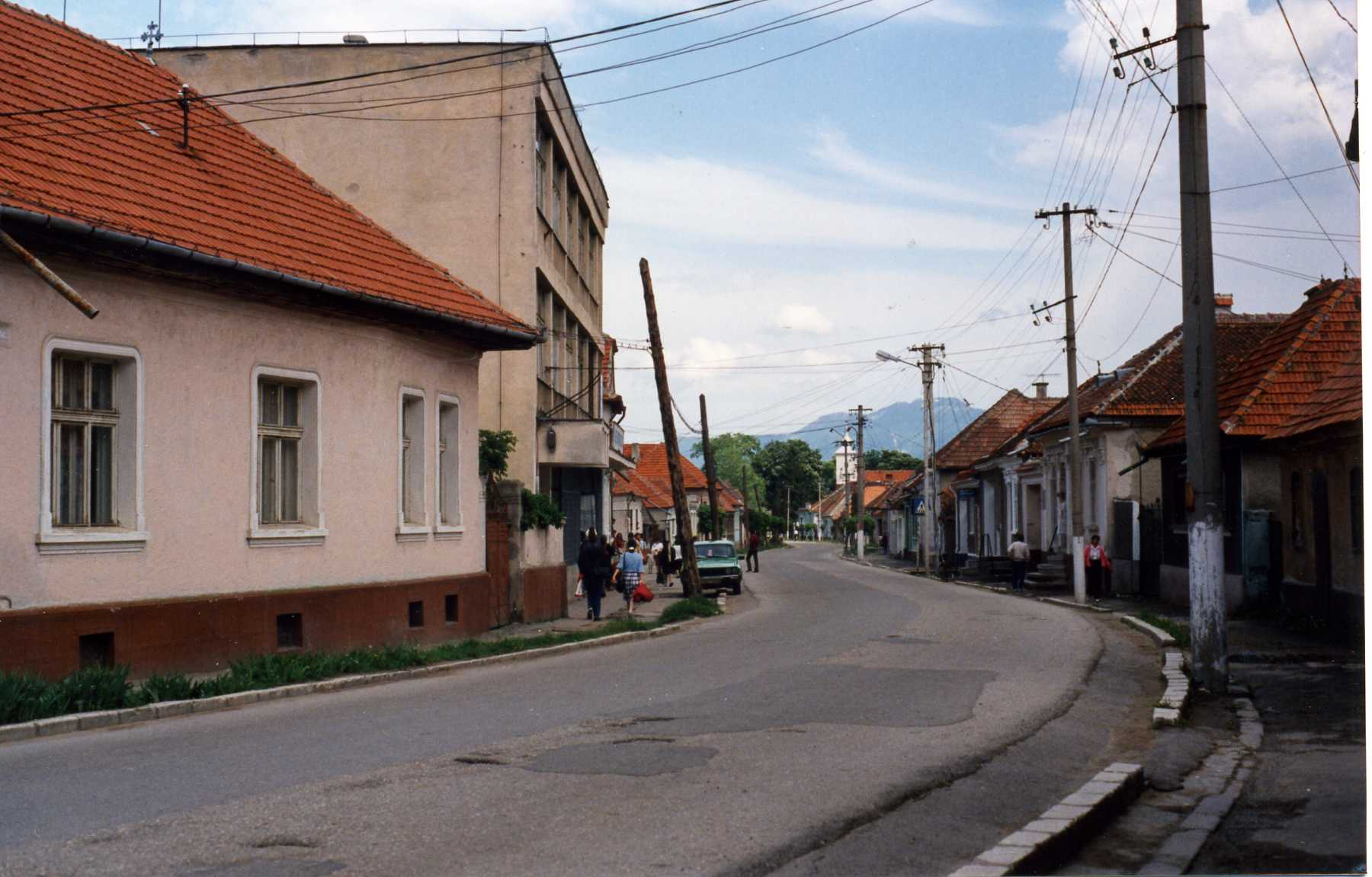
Stradă în Zărnești (1994)
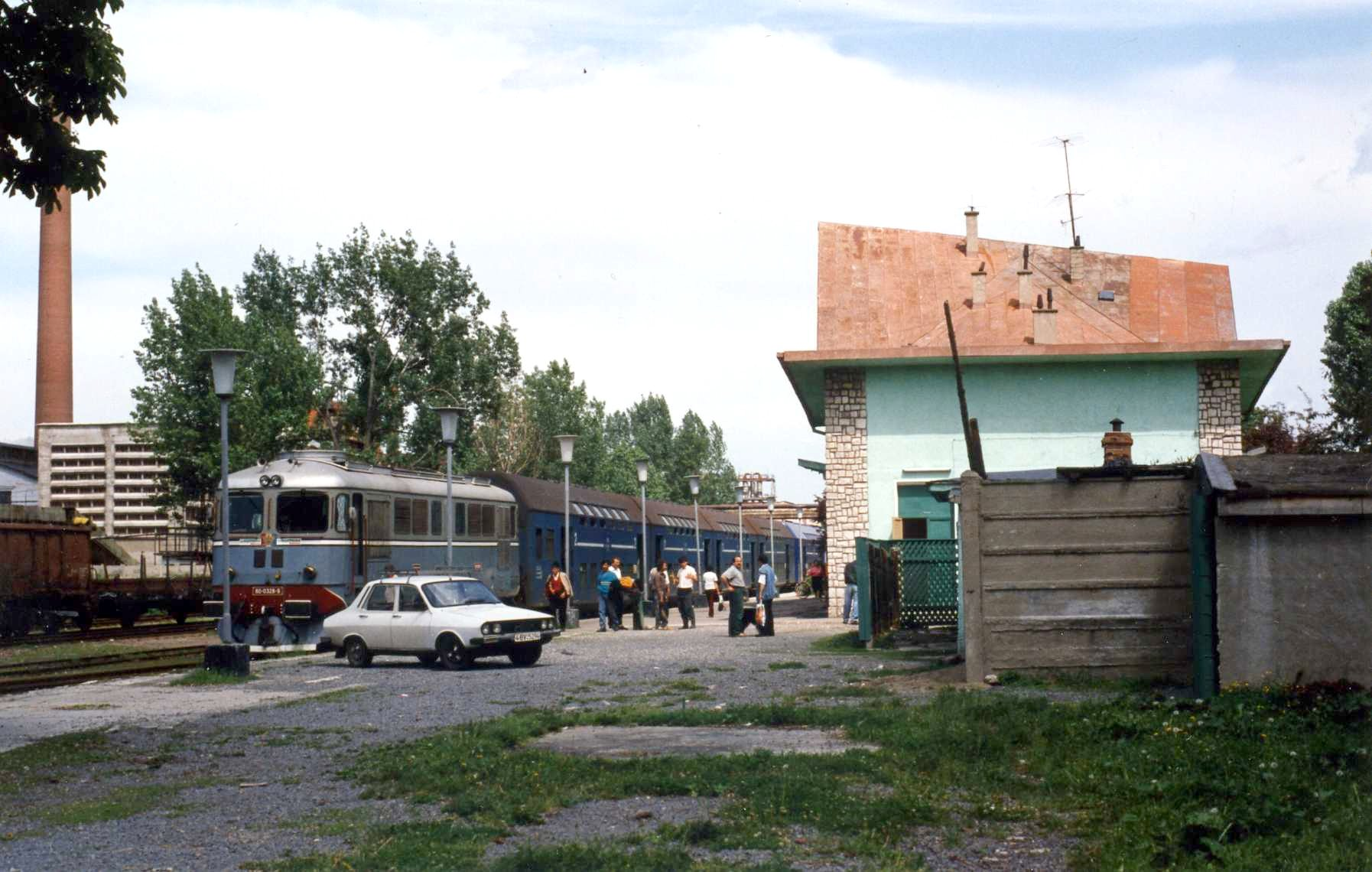
Gara din Zărnești (1994)
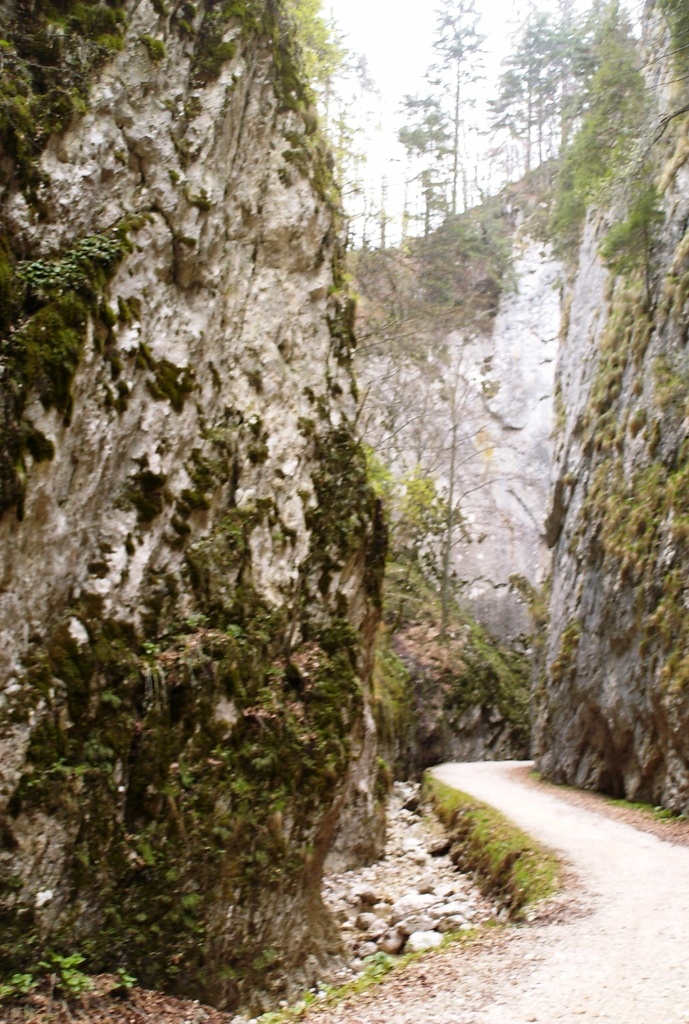
Cheile situate lângă orașul Zărnești